# مجله بهداشت و حقوق بشر
مجله بهداشت و حقوق بشر (انگلیسی: Health and Human Rights) یک مجله بهداشت عمومی داوری همتا است که هر شش ماه یکبار منتشر می‌شود.

## شروع به نشر
این مجله در سال ۱۹۹۴ راه‌اندازی شد. مجله سلامت و حقوق بشر مفهوم حقوق بشر و عدالت اجتماعی در رابطه با سلامت را پوشش می‌دهد. سردبیر اصلی، «جاناتان من» بود، ولی در سال ۱۹۹۷ «صوفیا گراسکین» جای او را گرفت. از سال ۲۰۰۷، این مجله توسط «پال فارمر» ویرایش می‌شود. همچنین از سال ۲۰۱۳ انتشارات دانشگاه هاروارد نشر مجله سلامت و حقوق بشر را به عهده گرفت.

## مجله اینترنتی
این مجله از تابستان سال ۲۰۰۸ به یک نشریه اینترنتی دسترسی آزاد تغییر شکل داد و شامل دو بخش می‌باشد: «مفاهیم قطعی» و «بهداشت و حقوق بشر در عمل». اولین بخش بر پایه‌های مفهومی و چالش‌های گفتمان حقوق و اقدامات مربوط به سلامت تمرکز دارد، در حالیکه بخش دوم تشویق و ترویج نظرات جدید در این حوزه است که کار نوآورانه گروه‌ها و افرادی که به صورت مستقیم درگیر مبارزات حقوق بشر در خصوص بهداشت هستند را برجسته می‌کند.